# Zlatograd
Zlatograd (bulgară Златоград, literal Orașul de aur) este un oraș în Bulgaria, la 60 de kilometri de Smolian. Acesta este situat într-o vale între masivul central și de est Munții Rodopi. Granița cu Grecia se află la doar 5 km de oraș pe 15 ianuarie 2010 fiind inaugurat drumul către punctul de trecere al frontierei Zlatograd - Thermes (Grecia).
Municipalitatea Zlatograd se întinde pe o suprafață de 175.8 km². Are graniță comună cu municipalitățile Kirkovo și Dzhebel (la est), Nedelino (la nord), Madan și Rudozem (la vest) și cu Grecia (la sud).

## Galerie

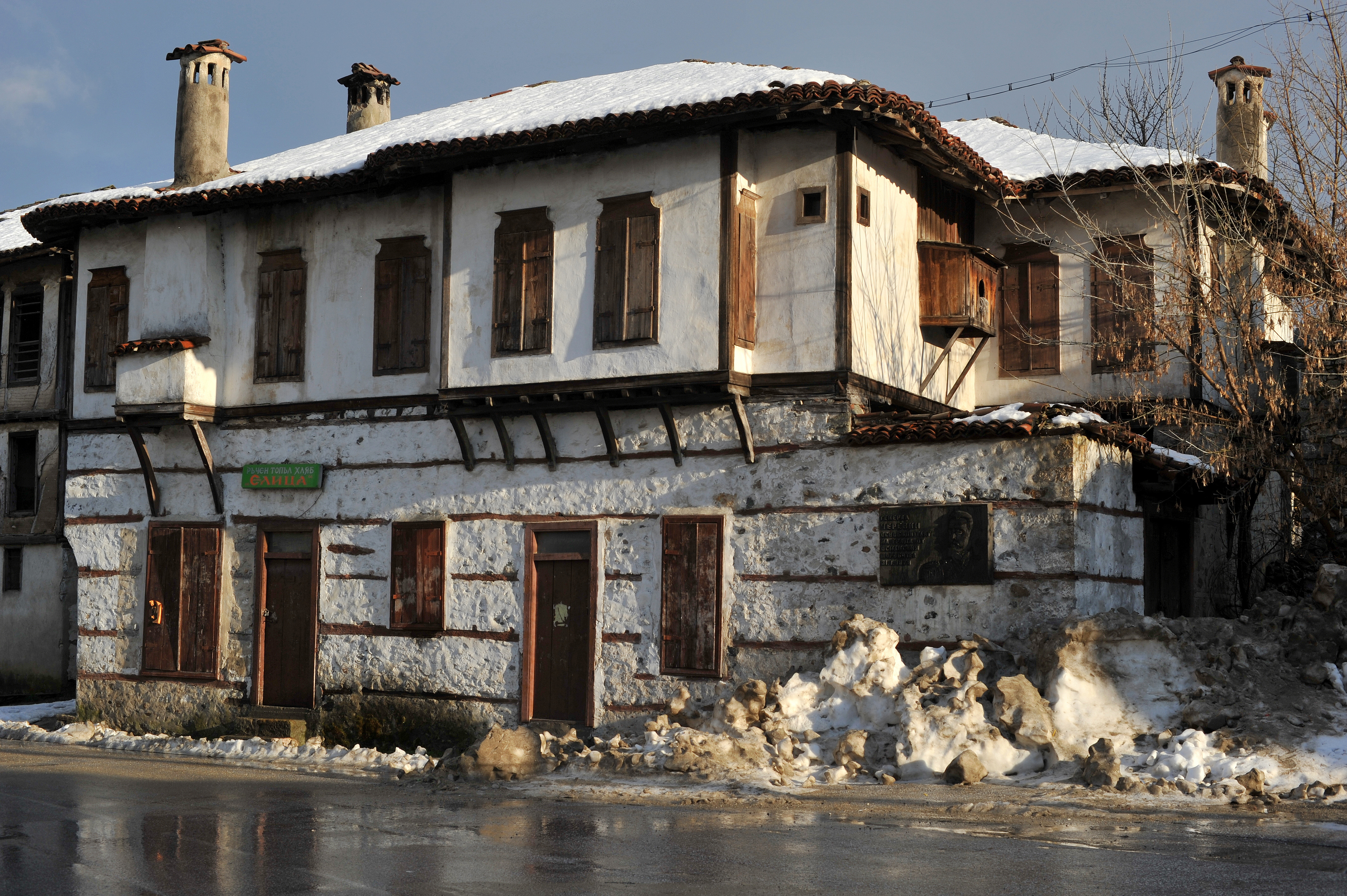
Arhitectură tradițională - Zlatograd.
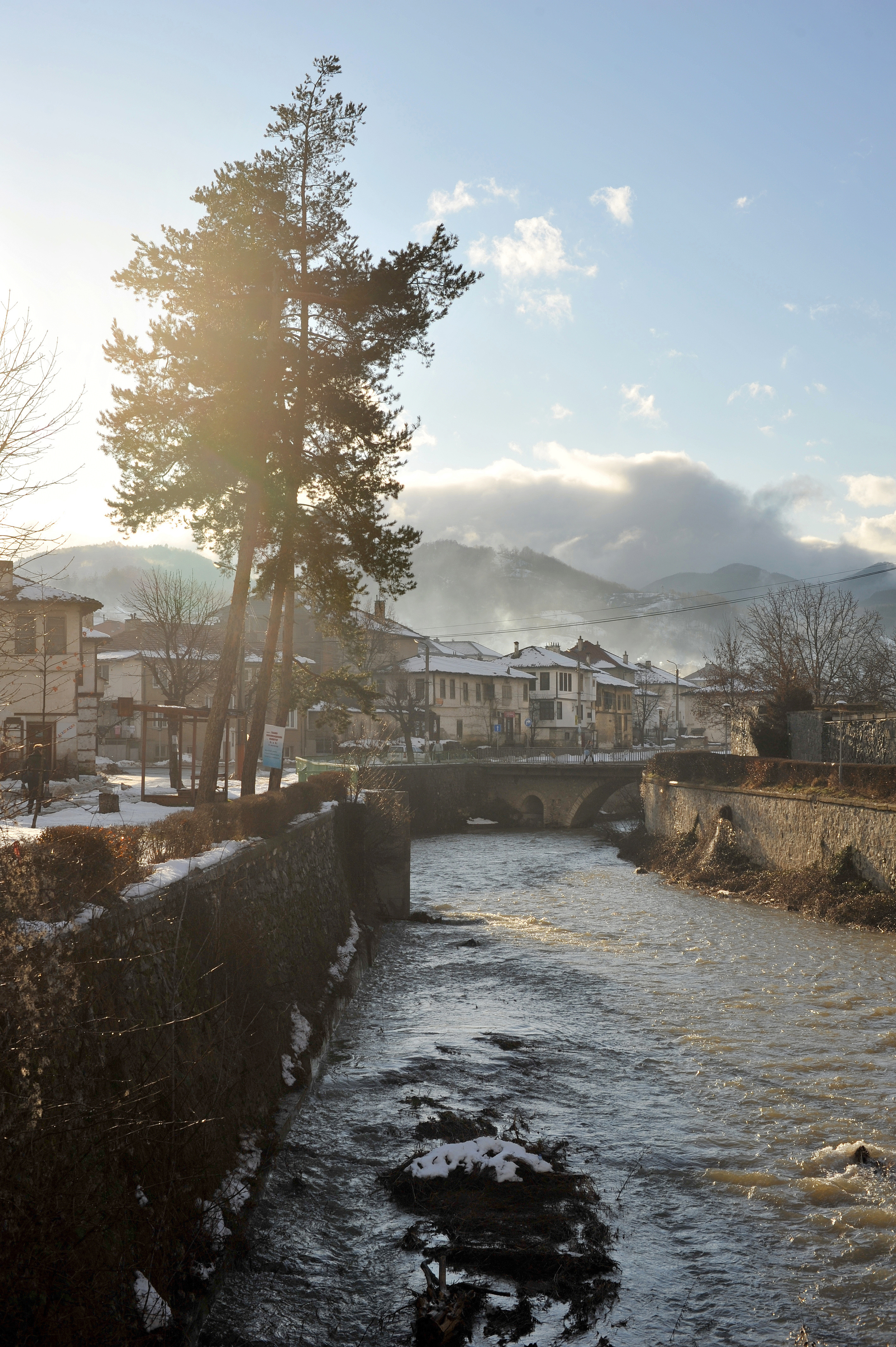
Râu - orașul vechi - Zlatograd.
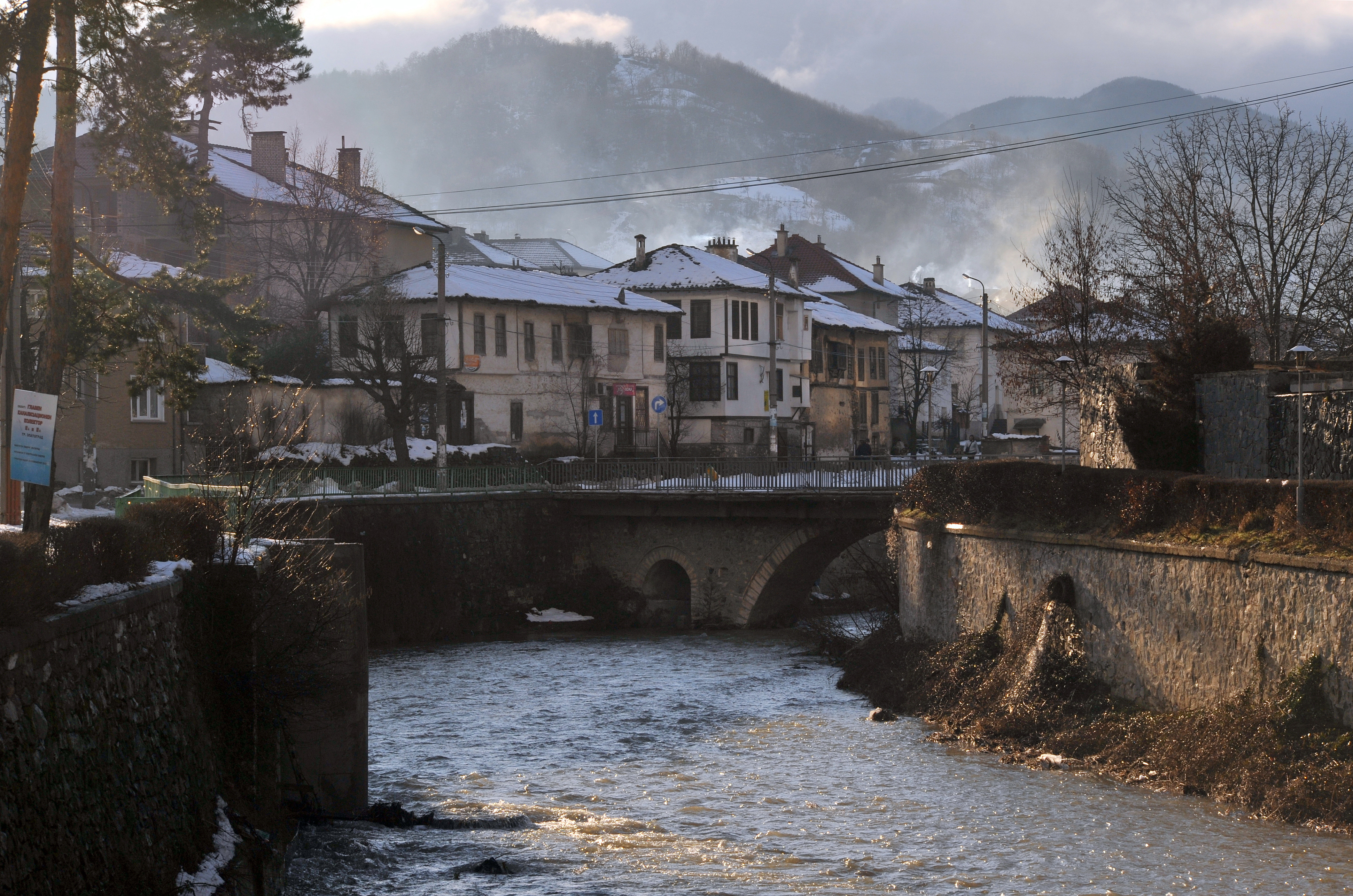
Râu - orașul vechi - Zlatograd.
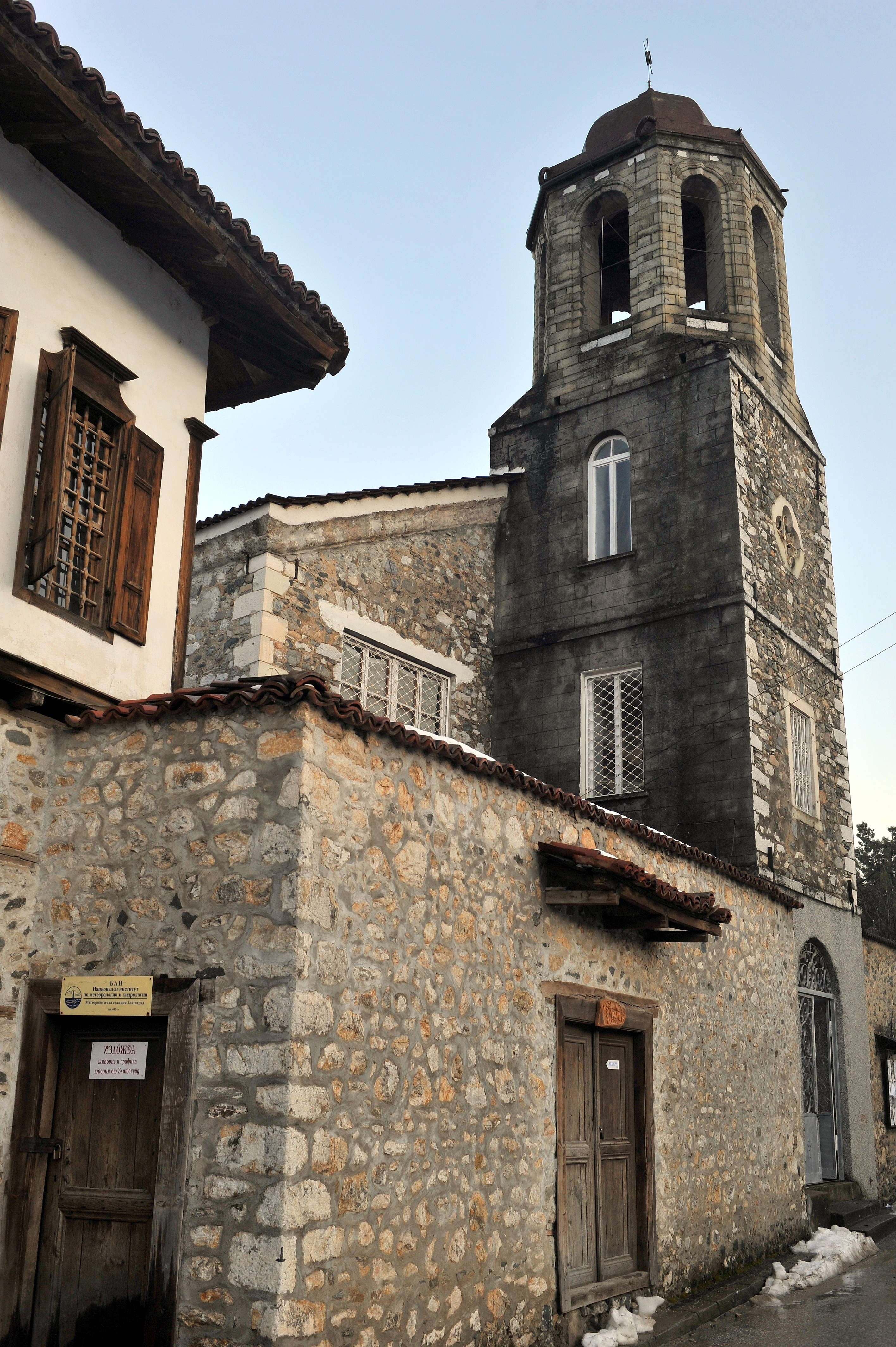
Biserică Ortodoxă - Zlatograd.
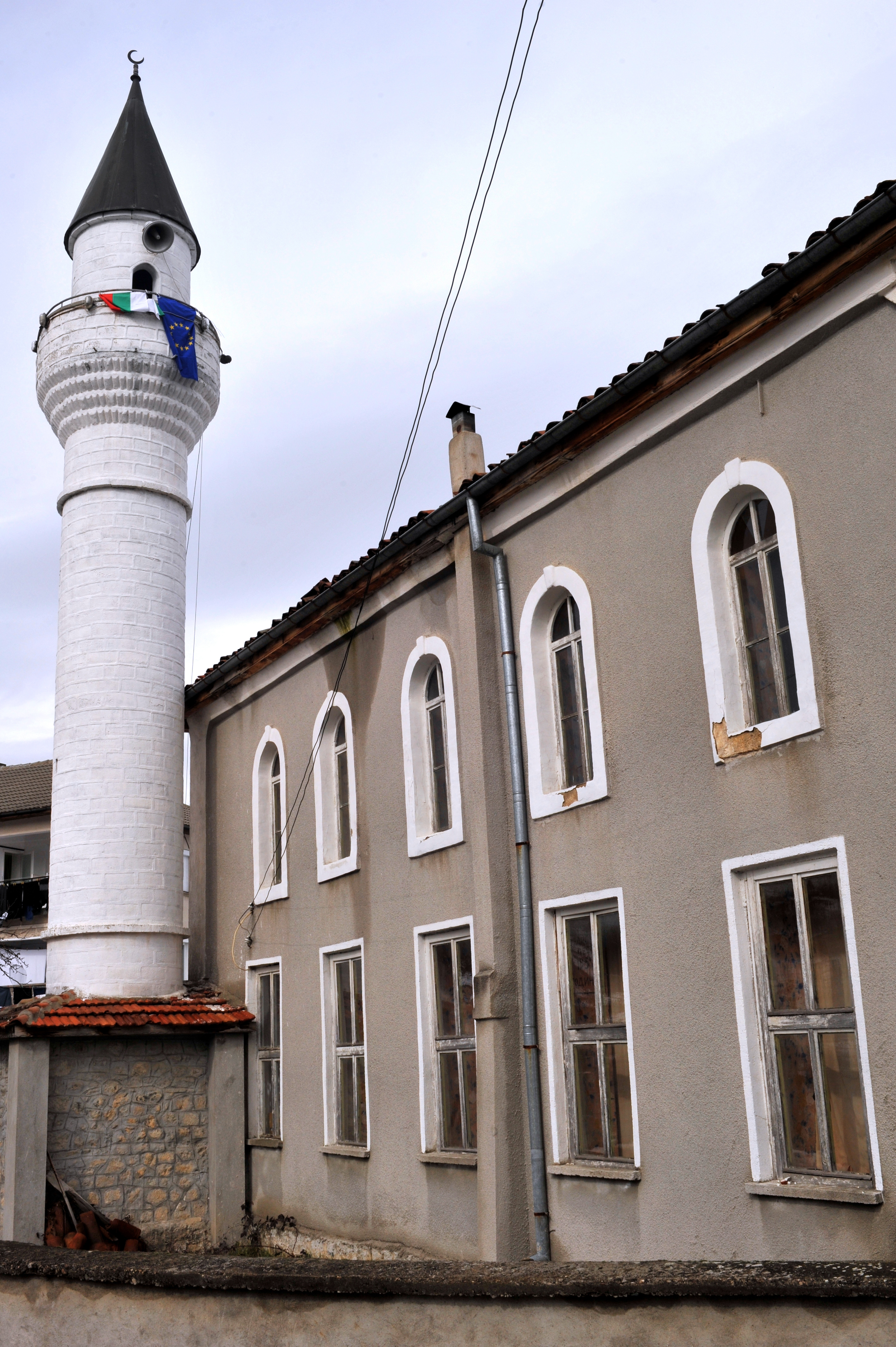
Moschee - Zlatograd.
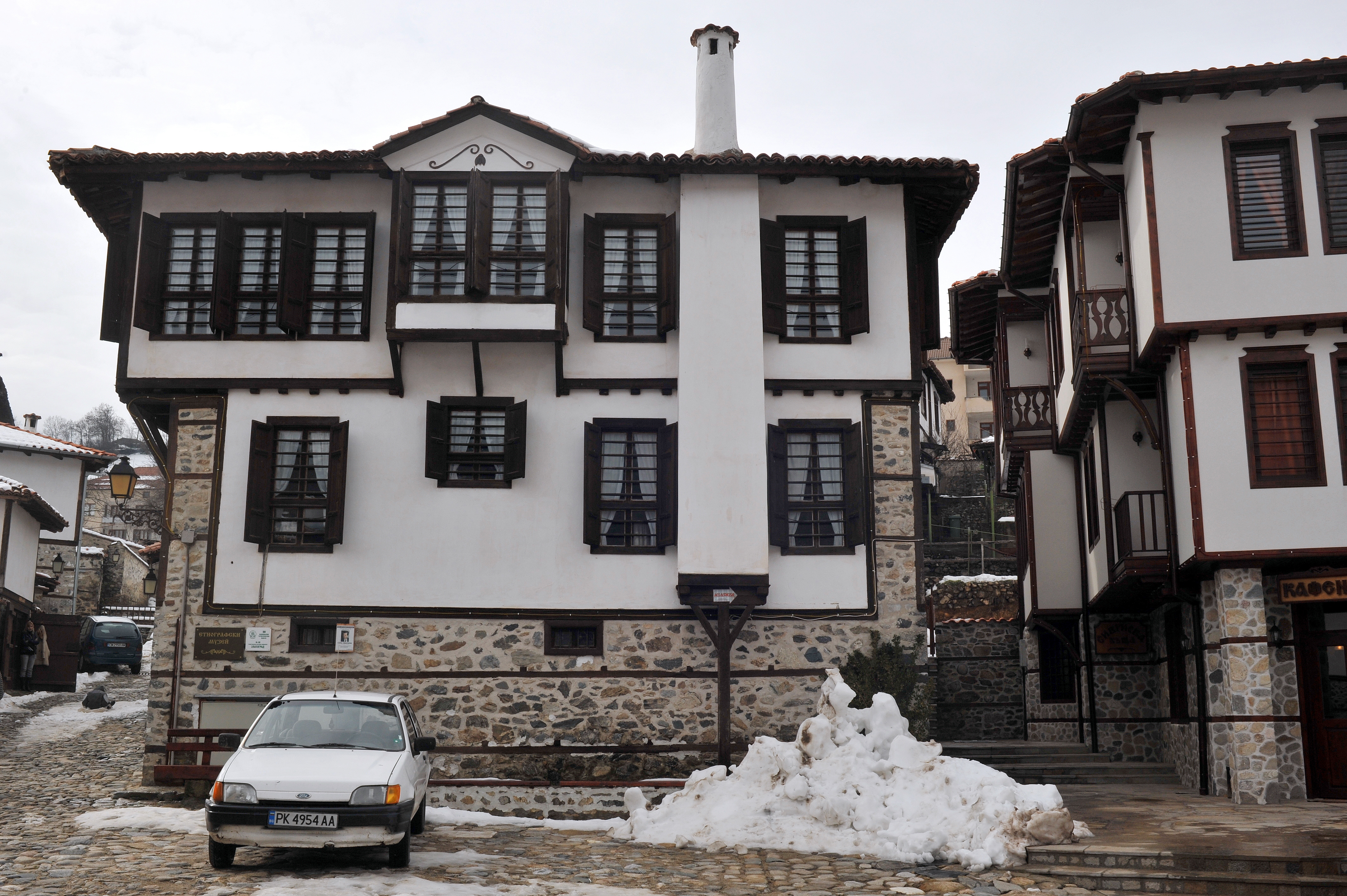
Complexul etnologic - Zlatograd.
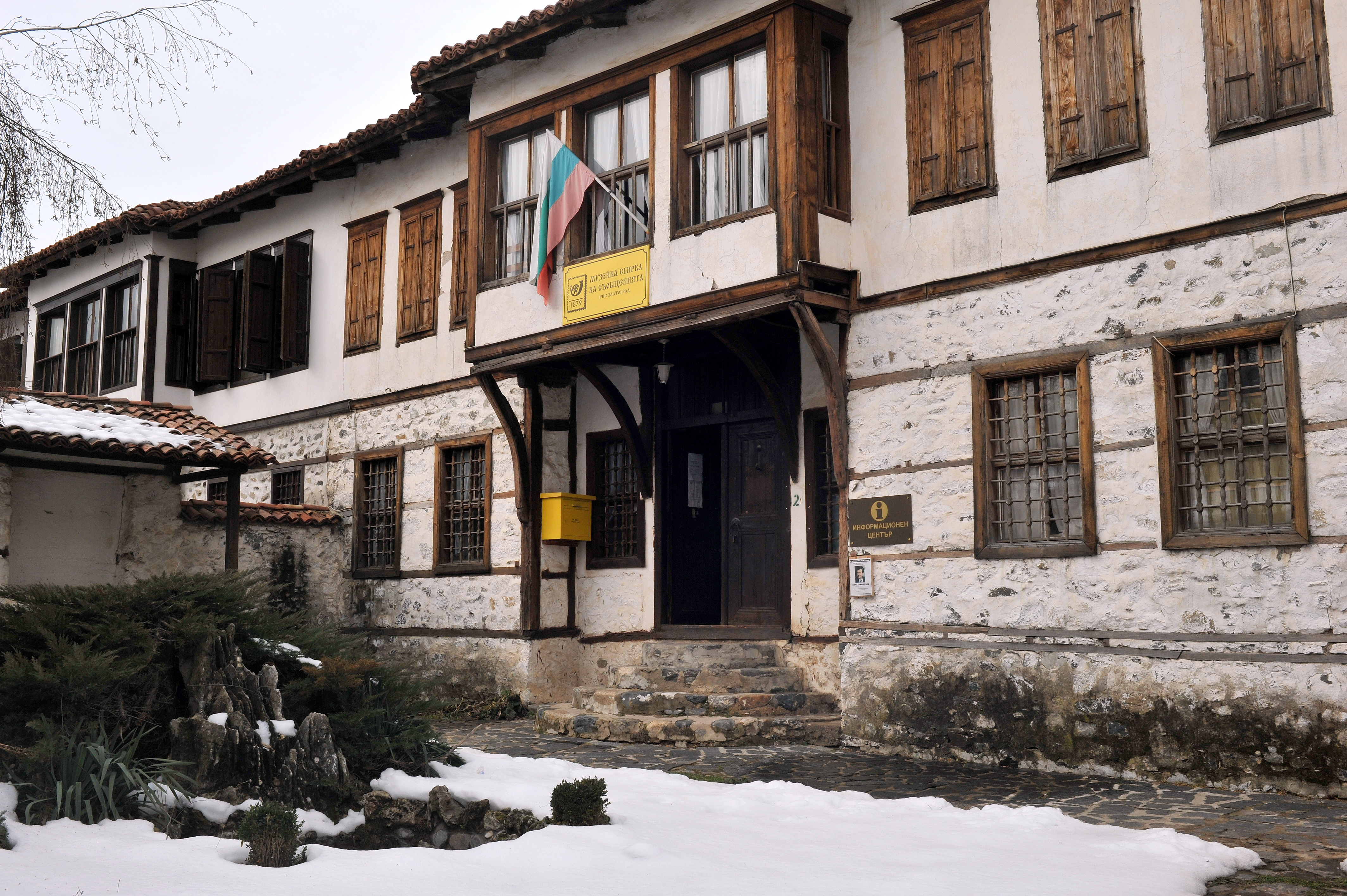
Complexul etnologic - Zlatograd.
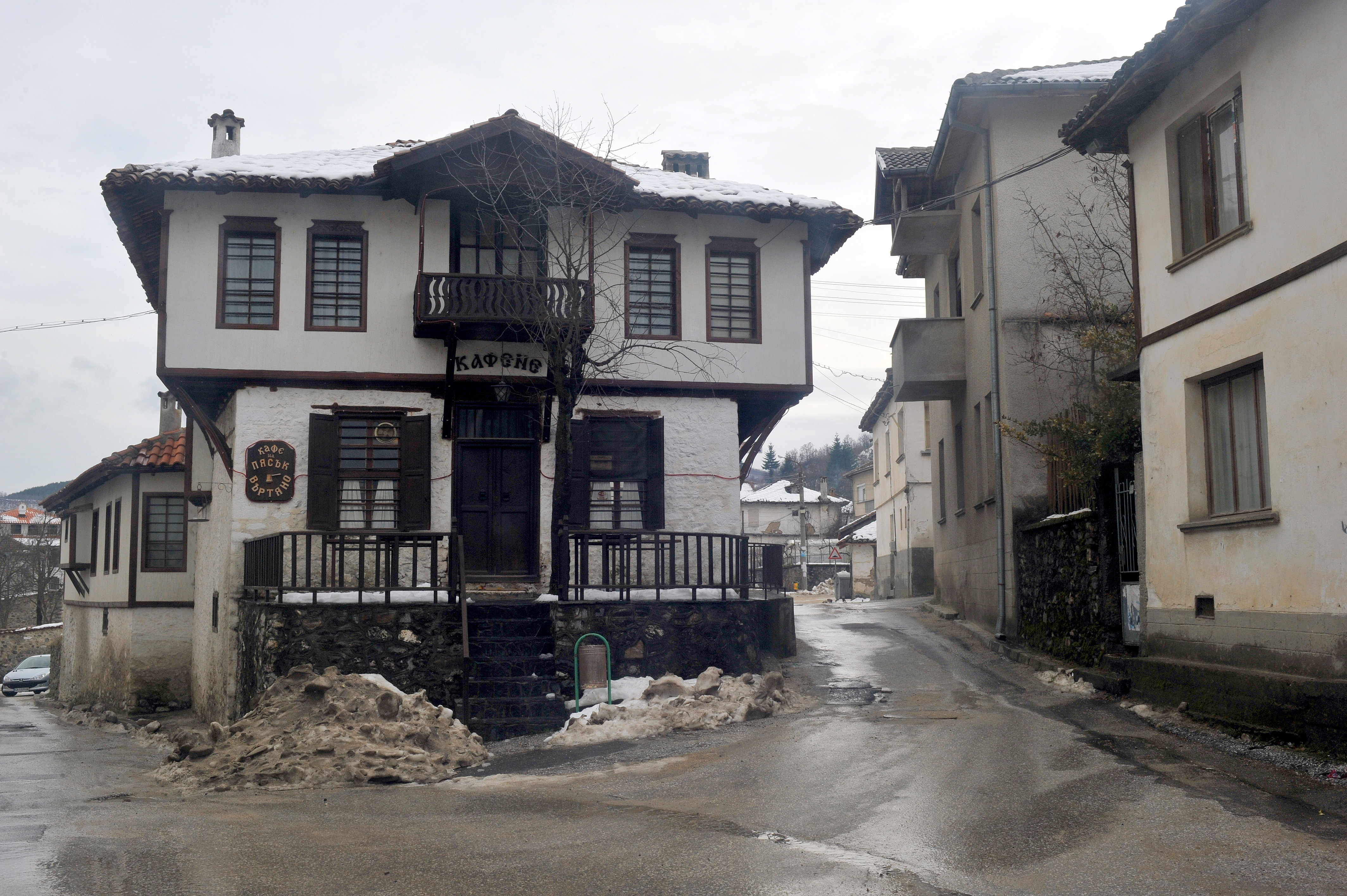
Complexul etnologic - Zlatograd.

## Demografie
Componența etnică a orașului Zlatograd
     Bulgari (72,18%)
     Nicio identificare (27,16%)
     Altele (1,19%)
La recensământul din 2011, populația orașului Zlatograd era de 7.183 locuitori. Din punct de vedere etnic, majoritatea locuitorilor (72,18%) erau bulgari. Pentru 27,16% din locuitori nu este cunoscută apartenența etnică.